# Esau Adenji
Esau Adenji, född 11 januari 1944 i Kumba i Brittiska Kamerun, är en kamerunsk friidrottare. Han deltog vid olympiska sommarspelen 1968 och olympiska sommarspelen 1972.